# 386

## Догађаји
- Цар Теодосије I потписује мировни споразум са краљем Шапуром III; Јерменију деле на два краљевства (вазалске државе). Споразумом се успостављају пријатељски односи између Римског и Персијског царства за наредних 36 година.
- Готи прелазе Дунав да би напали римске гарнизоне на северној граници. На средини реке их дочекује добро наоружана флота, а потапа њихове сплавове и земунице. Они који се нису удавили били су поклани.
- Магнус Максимус напада Италију; уништава Новару због подршке његовом ривалу Валентинијану II.
- Теодосије I почиње да обнавља данашњу Базилика Светог Павла изван зидина.
- Стуб је изграђен у Цариграду у част Теодосија I. Рељефи приказују цареву победу над варварима на Балкану.
- Свети Амвросије брани права Римске цркве у односу на права државе.
- Свети Јован Златоусти постаје презвитер; такође пише осам омилија под називом „Adversus Iudaeos“ („Против Јевреја“).
- Свети Августин прелази у хришћанство. Прекида своје планове за брак након што је чуо проповед о животу Светог Антонија.
- Борба у Римском царству против антипаганских закона постаје све слабија.
- Манастир Сумела је основан на каменој стени Трабзон у Малој Азији.

## Смрти
- Кирил Јерусалимски, теолог и светац
- Демофил Цариградски, постаје патријарх Цариградски
- Пулхерија, ћерка Теодосија I (рођена 385)